# Лопанська стрілка

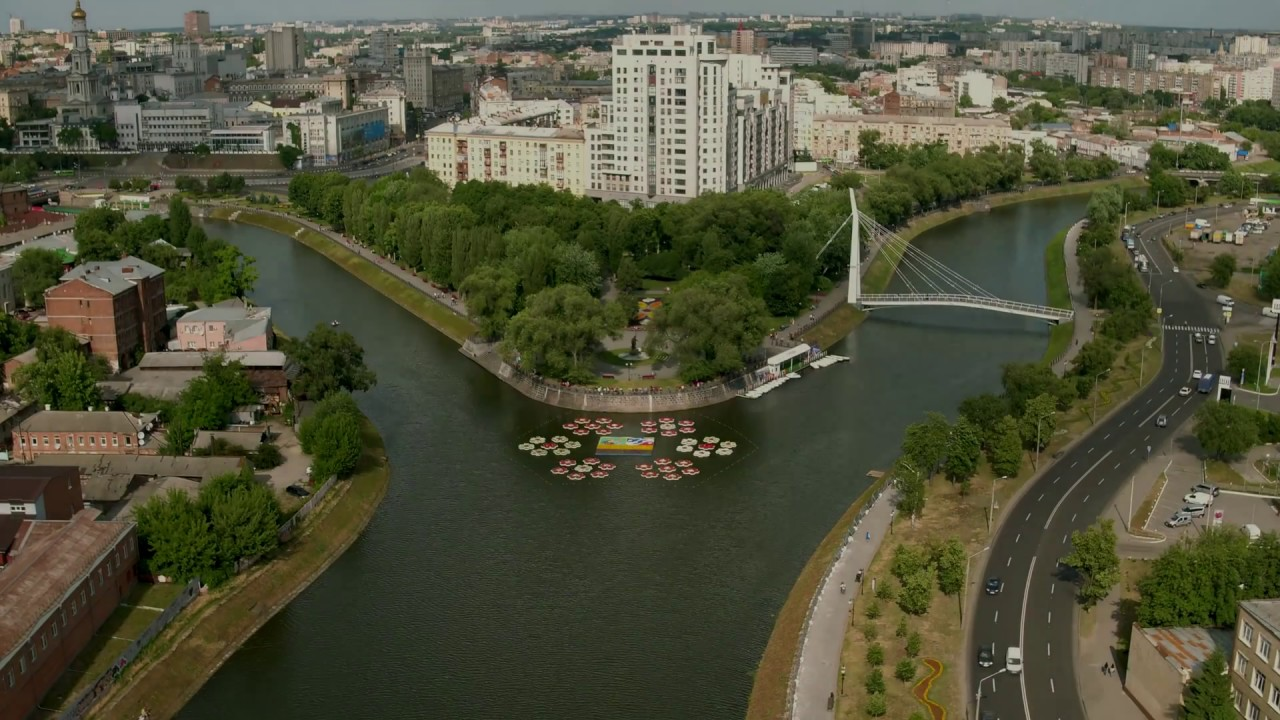
вид на Лопанську стрілку з висоти пташиного польоту

Лопанська стрілка — історичний район Харкова, місце впадіння річки Харків у Лопань.Розташована між Лопанським мостом і «мостом закоханих».
Існує версія, що перше поселення на території Харкова розташовувалося саме тут.
З початку ХХ століття тут існує сквер-парк, але від 1990-х років до реконструкції у 2010 році сквер-парк перебував у запустінні.
В процесі реконструкції Лопанської набережної на Лопанській стрілці було відбудовано:
- сквер-парк «Стрілка»
- дві човнові станції: «Ластівка» (біля Лопанського мосту) і «Стрілка» (біля підвісного мосту)
- «міст закоханих» — офіційно відкритий 23 серпня 2010 року на місці старого Рибного пішохідного підвісного мосту. Започаткована весільна традиція лишати молодятами тут замки «на щастя». Ввечері на мосту працює підсвітка.
- пам'ятник Андрію Первозваному